# Spielklassenübernahme
Spielklassenübernahme bezeichnet den Vorgang, bei dem ein Sportverein die Spielberechtigung für eine höhere Spielklasse von einem anderen Verein übernimmt.

## Tischtennis

### Beispiele
Eine solche Spielklassenübernahme geschah im deutschen Profi-Tischtennis 2009, als der Verein TTV Gönnern, der bis dahin in der höchsten deutschen Spielklasse DTTL spielte, sich vom Profisport zurückzog und die Spielberechtigung für diese Klasse auf den bisherigen Bezirksklasseverein TG Hanau übertrug.
Bereits 2004 hatte Hannover 96 die Tischtennisabteilung des TSV Kirchrode integriert und deren Spielklassen übernommen. 2024 gab Hannover 96 seine Damenmannschaft samt Spielberechtigung in der 3. Bundesliga an MTV Tostedt ab.

### Voraussetzungen
Die Voraussetzungen für eine Spielklassenübernahme in der DTTL sind in der Bundesliga-Ordnung (BLO) des DTTB im Abschnitt C4.4 geregelt:

„4.4 Spielklassenübernahme

Übernimmt ein Verein mit Zustimmung des jeweiligen Regional- bzw. Mitgliedsverbandes die Spielklassen eines anderen Vereins, erhält der übernehmende Verein die Teilnahmeberechtigung für die BL nur dann, wenn sämtliche Gebühren und Beiträge beglichen sind, die der übernommene Verein dem DTTB schuldet.

Im Falle einer Fusion müssen sämtliche Gebühren und Beiträge der an der Fusion beteiligten Vereine beglichen sein.“

Erforderlich ist also zuerst die Zustimmung des Mitgliedsverbandes, dem der übernehmende Verein angehört. Im obigen Beispiel hatte der hessische Verein TG Hanau die Übernahme beantragt. Daher musste der Hessische Tischtennis-Verband (HTTV) gefragt werden. Hier greift die Wettspielordnung des HTTV Abschnitt 7.8.1.2:

„7.8.1.2 Spielklassenübernahme bei Spaltung

Bei Spaltung eines Vereins (Abteilung) entscheidet der Spielausschuss nach Stellungnahme der unteren Instanzen über die Klassenzugehörigkeit. Eine Spaltung ist kein geschlossener Übertritt.

Eine Spielklassenübernahme ist nur möglich, wenn alle Spieler einer Mannschaft, die zur Sollstärke beigetragen haben, den bisherigen Verein verlassen haben oder deren Spielberechtigung gelöscht wurde.

Wechseln nicht alle Spieler der in Frage kommenden Mannschaft in einen Verein, sondern in verschiedene, so kann nur ein Verein die Klasse übernehmen, wenn mehr als 50 % der Spieler der betr. Mannschaft in diesen Verein gewechselt sind.“

Im Beispiel wechselten mehr als 50 Prozent der Spieler von Gönnern nach Hanau. Daher stimmte zunächst der HTTV und dann der DTTL-Ligaausschuss der Übernahme zu.
Die Satzung des Westdeutschen Tischtennisverbande WTTV verbietet eine derartige Spielklassenübernahme für Vereine, die dem WTTV angehören.

## Fußball
Im Fußball kommt eine Spielklassenübernahme in Betracht, wenn Vereine fusionieren oder wenn sich die Fußballabteilung ausgliedert und einem neuen Verein anschließt. Voraussetzung für eine Spielklassenübernahme ist, dass die meisten Spieler des bisherigen Vereins im neuen Verein aktiv werden. Der neue Verein muss die Spielklassenübernahme beim zuständigen Verband fristgemäß beantragen.
Ein Beispiel ist die Frauenmannschaft des MSV Duisburg, die am 1. Januar 2014 die Spielerinnen des insolventen Vereins FCR 2001 Duisburg übernahmen. Der DFB hatte am 27. Dezember 2013 der Übertragung der Spielrechte zugestimmt (siehe dazu FCR 2001 Duisburg#Vom Europapokalsieg zur Insolvenz (2008 bis 2013) und MSV Duisburg (Frauenfußball)#FCR 2001 Duisburg).

## Handball
Die zuständigen Handballverbände können das Spielrecht eines Vereins, der den Spielbetrieb einstellt oder sich auflöst, einem anderen antragstellenden Verein übertragen. Von dieser Regelung sind jedoch die 1. Bundesliga, 2. Bundesliga und Regionalliga ausgenommen.
Im Falle der Gründung einer Spielgemeinschaft oder dem Zusammenschluss von mehreren Vereinen zu einem neuen Verein, verbleiben die Mannschaften der alten Vereine in ihren Spielklassen, jedoch darf in einer Spielklasse nur eine Mannschaft des neuen Vereins (bzw. Spielgemeinschaft) vertreten sein, wobei die Landesverbände Ausnahmen zulassen dürfen.

## Schach
Im Schach kann der zuständige Landesverband einer Mannschaft die Übernahme der Spielklasse gewähren.
Ein Beispiel ist der ehemalige Bundesligaverein SK Zähringen 1921, der bis zu seiner Auflösung 2007 in der Oberliga Baden spielte. Unter dem neuen Namen SK Freiburg-Zähringen 1887 trat das Team in Abstimmung mit dem Badischen Schachverband weiterhin in der Oberliga an.
2017 übernahm der BCA Augsburg die Spielberechtigung des Augsburger Schachvereins SK 1908 Göggingen für die 2. Schachbundesliga Ost.